# Chicago Edge Ensemble
Chicago Edge Ensemble ist eine Jazz-Combo um den Gitarristen Dan Phillips aus Chicago.

## Diskografie
Alben
- 2017: Decaying Orbit
- 2018: Insidious Anthem (Trost Records)
- 2023: The Individualists (Lizard Breath Records)

## Auszeichnungen
- 2017: The Best Jazz Albums of 2017 für Decaying Orbit von Tom Hull[3]
- 2017: Honorable Mentions für Decaying Orbit von The New York City Jazz Record[4]
- 2018: Honorable Mentions für Insidious Anthem von Avant Music News[5]
- 2018: The Best Jazz Albums of 2018 für Insidious Anthem von Tom Hull[6]
- 2018: Honorable Mentions für Insidious Anthem von The New York City Jazz Record[7]